# Nudora armillata
Nudora armillata is een rondwormensoort uit de familie van de Monoposthiidae.